# ナオミ・コナー
ナオミ・コナー（Naomi Conner、1899年8月30日 - 2013年10月18日）は、アメリカ・テキサス州在住だった女性。存命人物では世界で6番目の長寿の人物だった。
2013年10月18日、114歳49日で死去。